# Mohamadpura, Chintamani
Mohamadpura là một làng thuộc tehsil Chintamani, huyện Chikkaballapur, bang Karnataka, Ấn Độ.